# Église Saint-Pierre-ès-Liens de Cumond
L’église Saint-Pierre-ès-Liens est une église catholique située dans le village de Cumond, en France.

## Localisation
L'église est située dans le département français de la Dordogne, en Ribéracois, dans le village de Cumond, à côté du château de Cumond, sur le territoire de la commune de Saint Privat en Périgord.

## Historique
L'abside, le transept avec la coupole, le porche et son portail ont été construits à la fin du XIIe siècle.
La seigneurie de Cumont appartient au XIVe siècle aux sires de Cumont. Au commencement du XVe siècle, la paroisse et la seigneurie de Cumont dépendaient de la châtellenie de Chalais de la sénéchaussée d'Angoulême et du diocèse de Périgueux ; en 1461, la seigneurie dépendait de la châtellenie d'Aubeterre et, en 1468, de la sénéchaussée de Périgueux. Au XVe siècle, la seigneurie est divisée en trois fiefs distincts : ''Cumont, Sallebœuf et la Courre. La chapelle sud a été construite au XVe siècle pour les seigneurs du fief de la Courre. L'intérieur de cette chapelle était entièrement revêtu de peintures murales probablement dues aux abbés de l'abbaye de Charroux de la maison de Jaubert qui possédait la seigneurie de Cumont.
Les murs de la nef se sont écroulés sous le poids de la voûte. Ils ont été rebâtis en moellons en 1780.
Henri Rapine, architecte diocésain et des monuments historiques de la Dordogne, entreprend la reconstruction et la restauration l'église à partir de 1897. En 1898, il est remplacé par Maxime Dannery (1858-1936). La façade occidentale est surélevée par un petit clocher sur le modèle de certaines églises fortifiées. La chapelle nord est entièrement reprise. Les murs de la nef ont été remontés.

## Protection
L'église a été classée au titre des monuments historiques par arrêté du 14 décembre 1914.

## Principales dimensions
- Longueur : 27 m.
- Largeur intérieure : 5 m.
- Hauteur sous la coupole : 11 m.
- Épaisseur du mur occidental : 2,30 m.

## Architecture

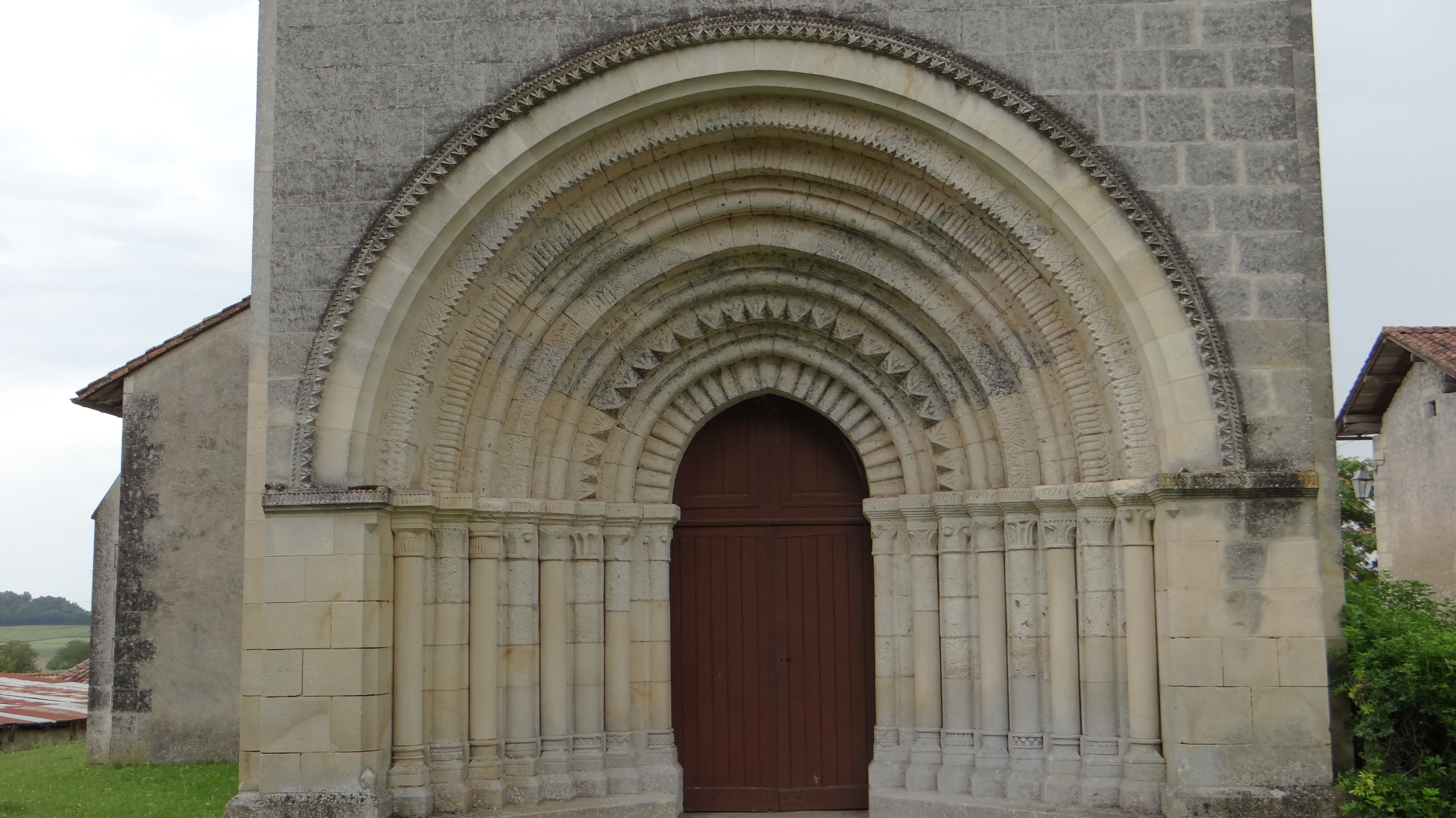
Portail.
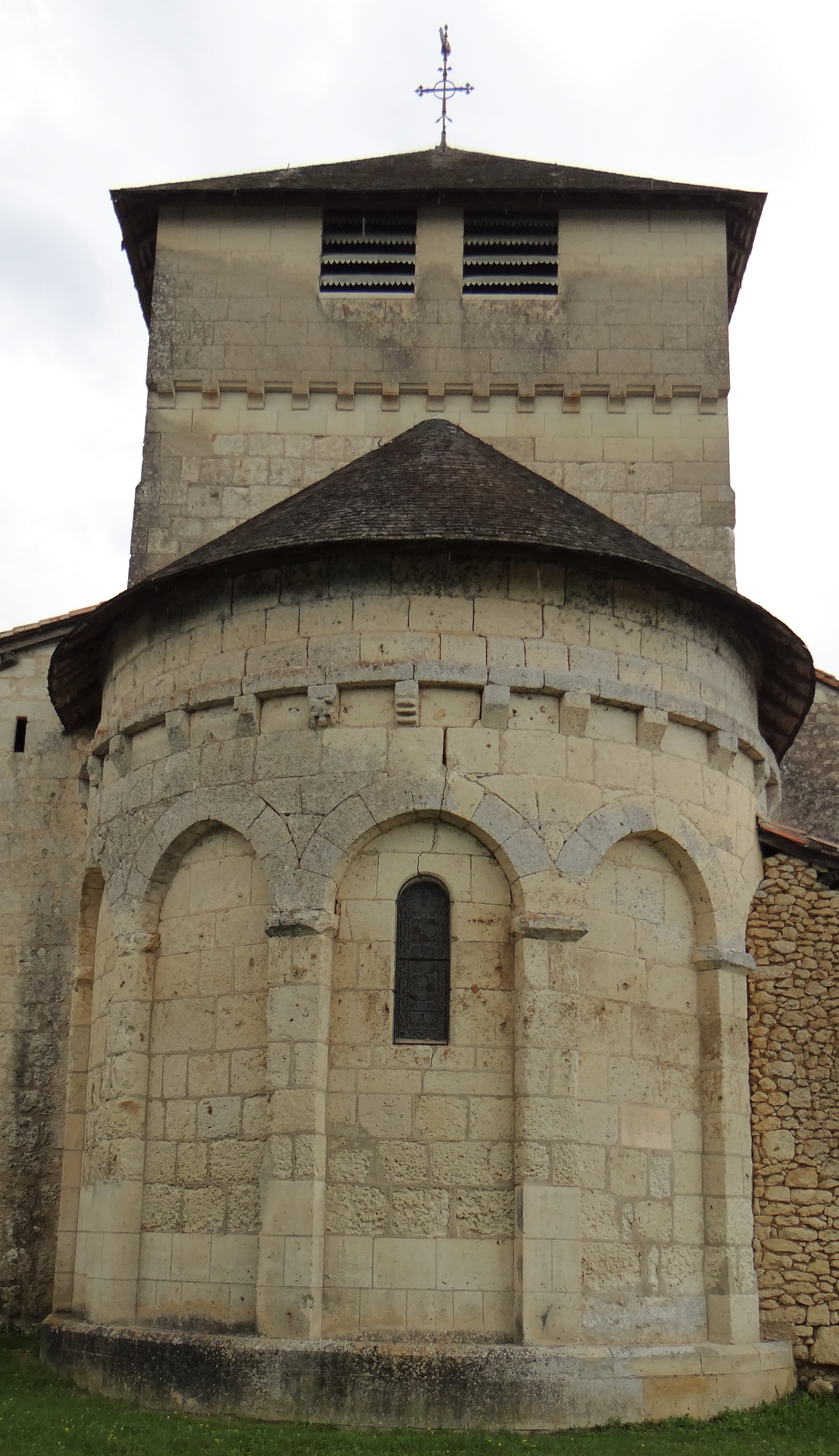
Chevet et clocher.
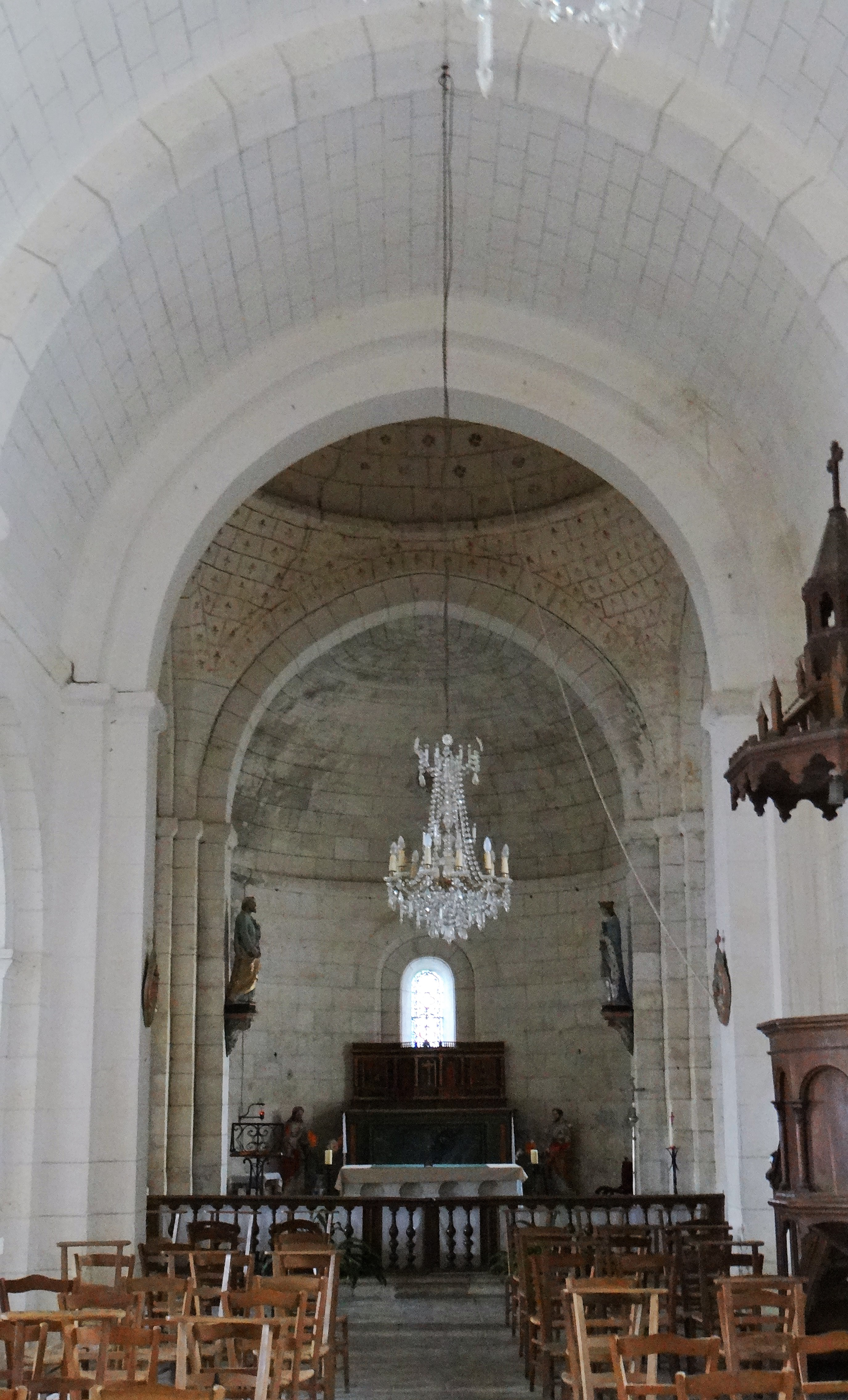
Nef, vers l'abside.
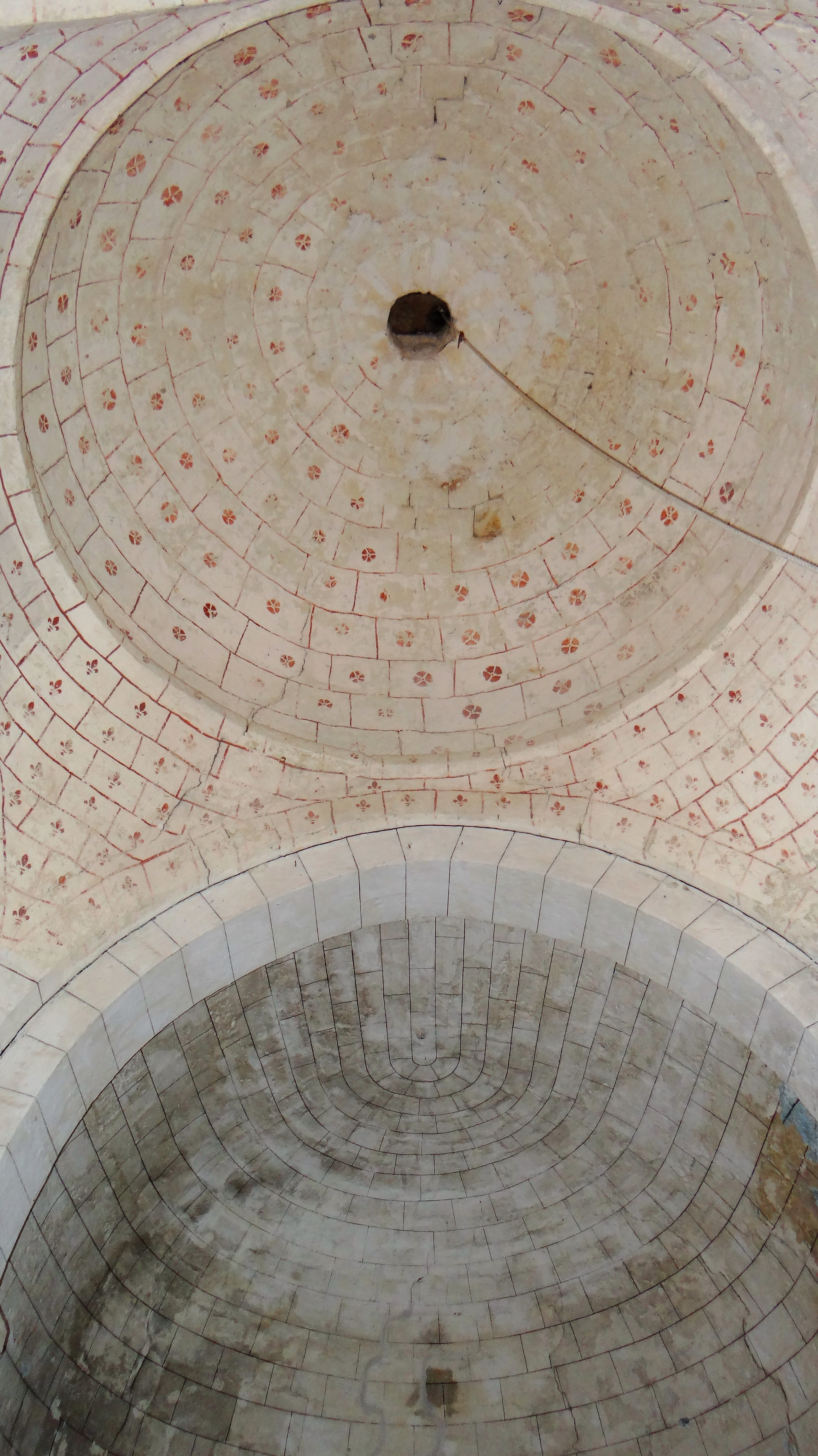
Coupole de l'avant-chœur et voûte et cul-de-four de l'abside.
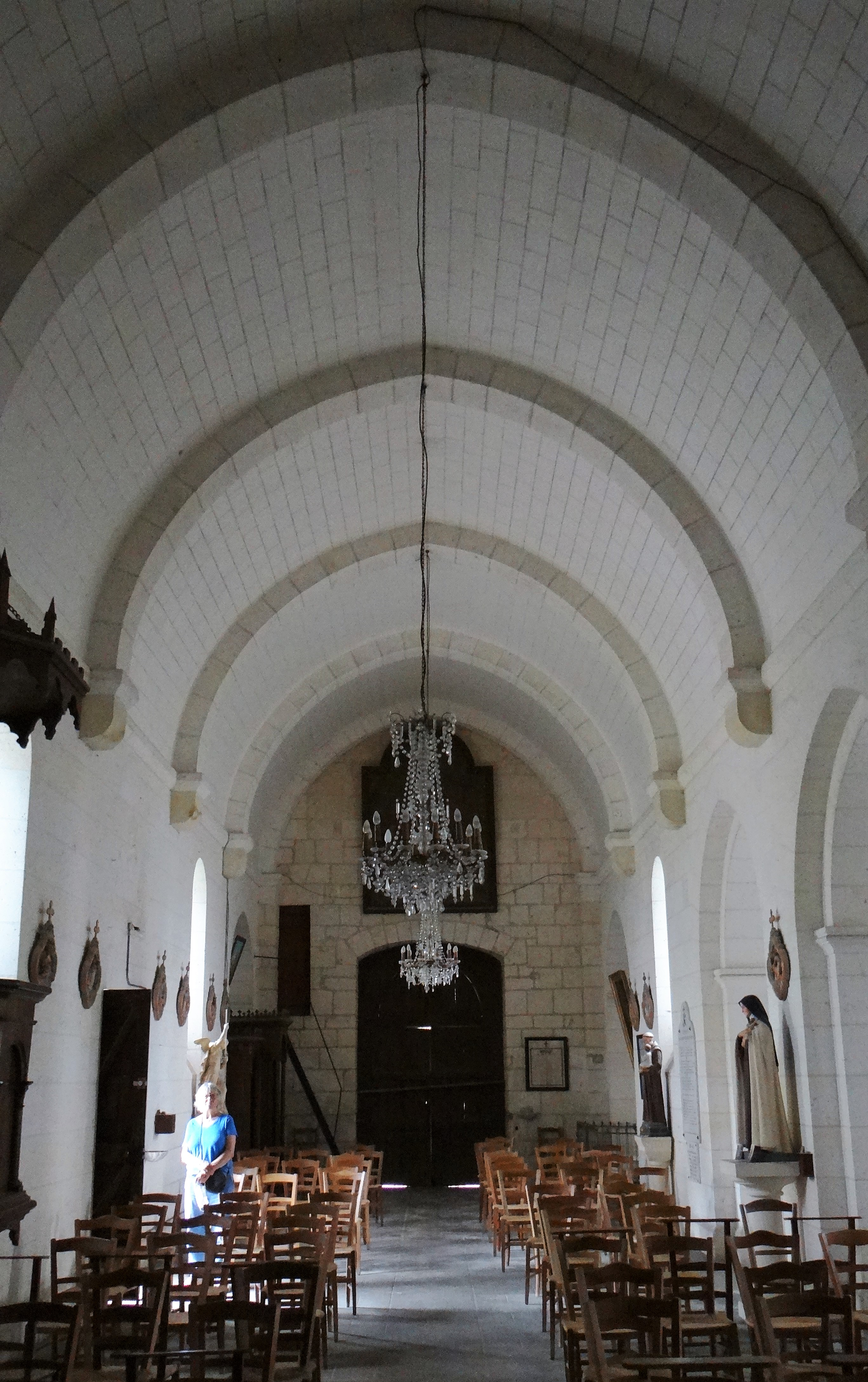
Nef, vers le portail, reconstruite après 1897.
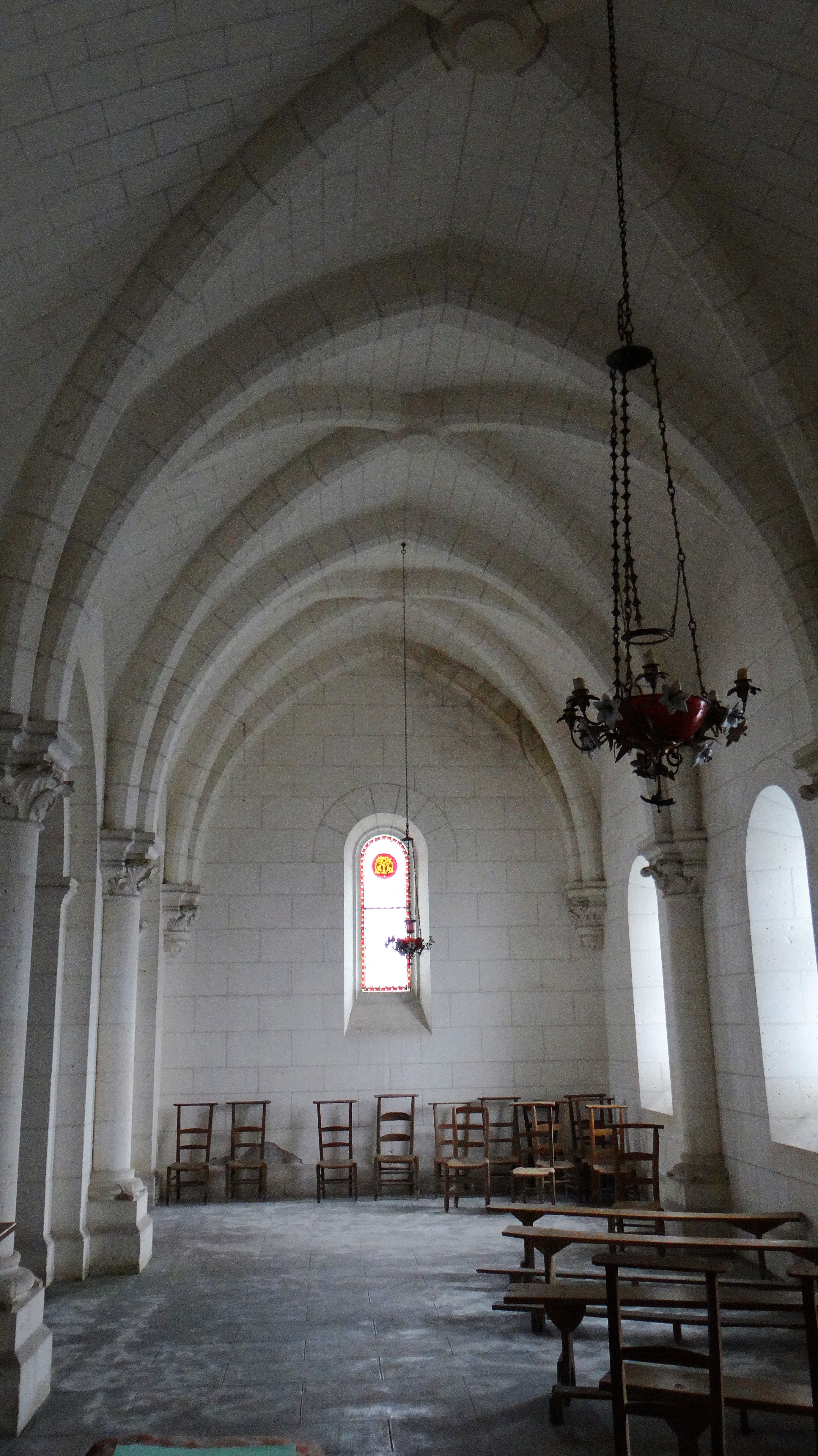
Chapelle Notre-Dame, côté nord, reconstruite après 1898.

## Mobilier

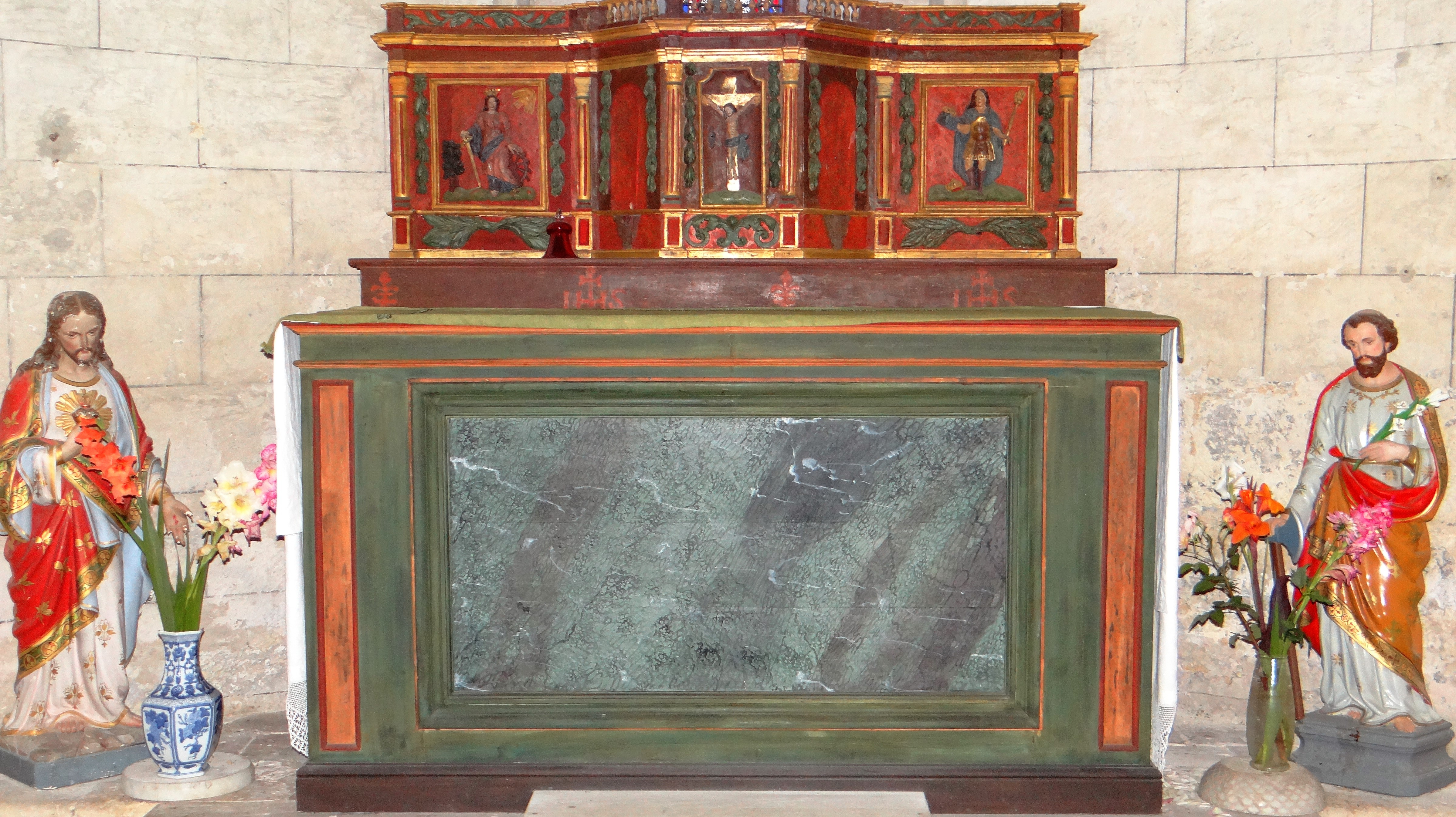
Maître-autel et tabernacle.
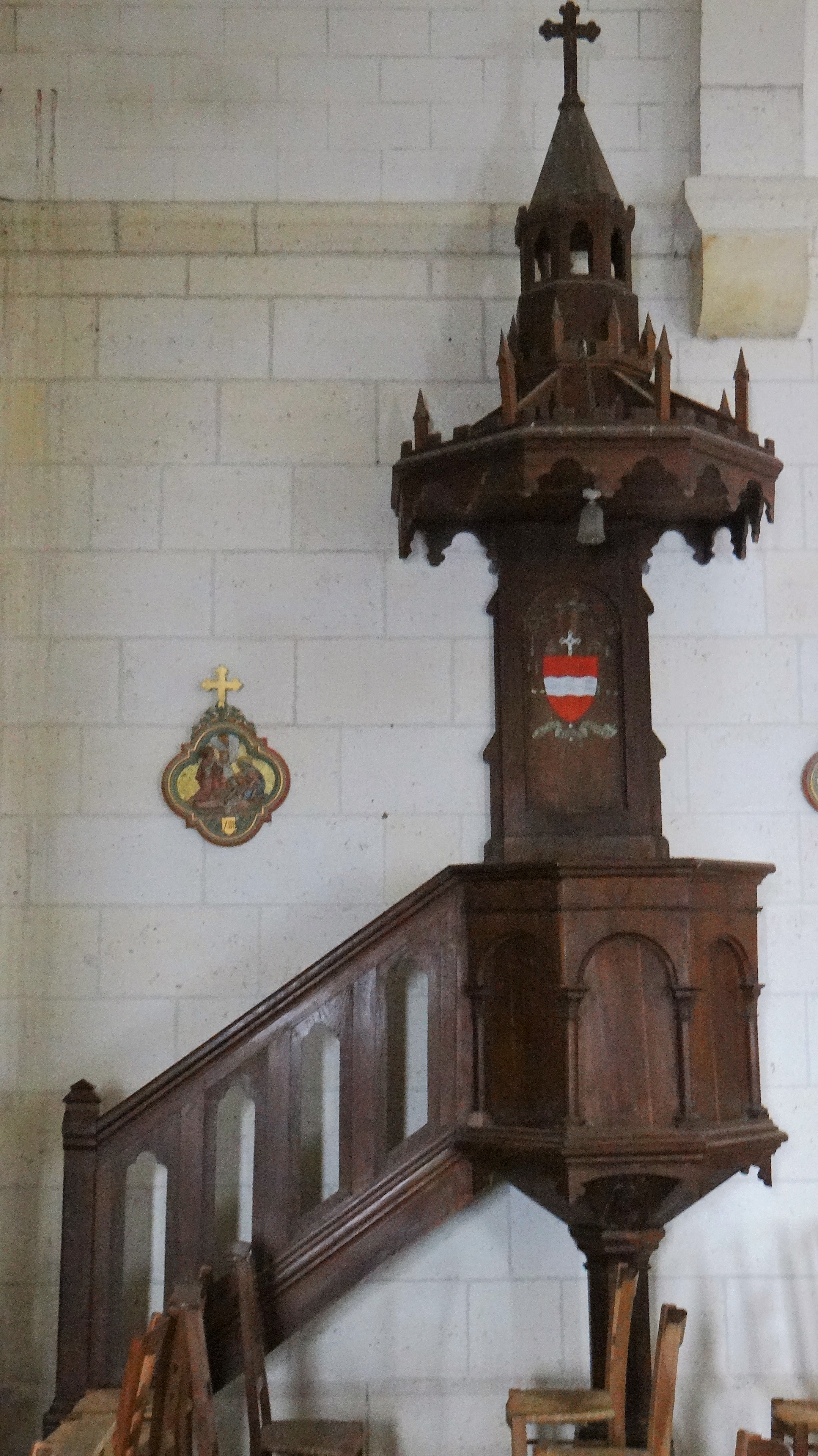
Chaire.